# 박찬구
박찬구(朴贊求, Chan-Koo Park, 1948년 8월 13일 ~ )는 금호석유화학그룹의 대표이사 회장이다. 금호그룹 故 박인천 창업회장의 넷째 아들이다. 2010~2011년 IISRP(세계합성고무생산자협회) 회장을 역임했다.

## 주요 경력
- 1978. 01 ~ 1982. 04  금호실업 이사
- 1982. 05 ~ 1983. 12  금호건설 상무
- 1984. 01 ~ 1988. 02  금호석유화학 대표이사 부사장
- 1989. 03 ~ 1995. 12  금호몬산토 대표이사 사장
- 1996. 01 ~ 2003. 12  금호석유화학 대표이사 사장
- 2000. 03 ~ 2001. 12  금호미쓰이화학 대표이사 사장 (겸직)
- 2000. 09 ~ 2000. 12  금호케미칼 대표이사 사장 (겸직)
- 2004. 01 ~ 2006. 10  금호석유화학 대표이사 부회장
- 2006. 11 ~ 2009. 07  금호석유화학 석유화학부문 회장
- 2010. 03 ~ 2023. 05 금호석유화학 대표이사 회장
- 2010. 03 ~ 2021  금호미쓰이화학 대표이사 회장
- 2010. 03 ~ 2021  금호폴리켐 대표이사 회장
- 2010. 03 ~ 2021  금호티앤엘 대표이사 회장
- 2010. 05 ~ 2011. 04 세계합성고무생산자협회 회장
- 2023. 05 ~ 현재 금호석유화학 명예회장

## 상훈
- 2000. 03  철탑산업훈장 (납세자의 날)
- 2005. 11  금탑산업훈장 (무역의 날)
- 2010. 09  이웃돕기 유공자 대통령표창 (사회복지의 날)

## 학력
- 1967. 02  광주제일고등학교 졸업
- 1972. 02  미국 아이오와 주립대학교 통계학 학사

### 명예 박사 학위
- 2009. 05  미국 아이오와 주립대학교 이학 명예박사

## 가족
- 부친 박인천(朴仁天, 1901~1984) : 금호아시아나그룹 창업회장
- 모친 이순정(李順貞, 1910~2011) : 한국부인회 광주전남지부 이사장
  - 형님 박성용(朴晟容, 1932~2005) : 제2대 금호아시아나그룹 회장 (前 예술의전당 이사장, 前 대통령비서실 경제담당 보좌관)
  - 누님 박경애(1934~ ) : 삼화고속 회장 배영환의 부인
  - 형님 박정구(朴定求, 1937~2002) : 제3대 금호아시아나그룹회장 (前 광주상공회의소 회장)
  - 누님 박강자(朴康子, 1941~ ) : 금호미술관 관장
  - 형님 박삼구(朴三求, 1945~ ) :  前 금호아시아나그룹 회장 (前 연세대학교 총 동문회장)
  - 부인 위진영(1953~ ) : 위창남 전 경남투자금융 사장의 딸
    - 장남 박준경(1978~ ) : 금호석유화학 사장
    - 장녀 박주형(1980~ ) : 금호석유화학 부사장

  - 동생 박현주(朴賢珠, 1953~ ) : 대상홀딩스 부회장
  - 동생 박종구(朴鍾九, 1958~ ) : 제 6대 한국폴리텍대학이사장 (前 교육과학기술부 제2차관 제 10대 초당대학교 총장)